# Gernot Reinstadler
Gernot Reinstadler est un skieur autrichien né le 24 août 1970 à Zams et décédé à Interlaken en Suisse le 19 janvier 1991 des suites d'une chute en compétition. Il était considéré comme l'un des plus grands espoirs du ski autrichien.

## Biographie

### Ses débuts
Fils de Traudl Eder, skieuse alpine membre de l'équipe d’Autriche, Gernot Reinstalder débute en 1988 lors des championnats du monde de ski alpin junior. Il débute alors en coupe du monde la saison suivante en 1989-1990. Lors de cette première saison, il ne réussit pas à confirmer son immense talent dans les disciplines de vitesse.
L'année suivante, il semble que l'Autrichien prenne plus d'assurance et commence à enregistrer quelques résultats. Il était alors pressenti pour participer au championnat du monde de ski alpin 1991. Alors que les pistes et les conditions de sécurité se sont considérablement améliorées au cours des années 1980, il va être victime d'un très grave accident sur la piste la plus rapide de l'année à Wengen dans les Alpes bernoises en Suisse.

### L'accident
Le 18 janvier 1991, lors de la descente d'entrainement du Lauberhorn, il chute à plus de 100 km/h dans le dernier S le plus rapide de la saison. Au lieu de glisser contre les filets comme il aurait dû faire, ses skis se plantent dans la base des filets et empalent le skieur. Le jeune Autrichien est écartelé par sa spatule au niveau du bassin puis glisse, répandant une traînée de sang qui peut être aisément vue sur les images télévisées.
Devant l'horreur de l'accident, les spectateurs refusent de regarder. Les secours interviennent rapidement grâce au médecin Bruno Durrer qui constate une rupture du bassin ainsi que, chose plus grave, une hémorragie abdominale importante ; sa jambe droite a subi également de graves dégâts. Héliporté en urgence à l'hôpital d'Interlaken dans un coma profond, il a perdu plusieurs litres de sang sur la piste. Malgré six heures de chirurgie pour stopper l'hémorragie et soigner les dégâts, Reinstadler décède dans la nuit à 00h43 des suites des grandes pertes de sang dans la région du bassin.

### Hommages
Le 19 janvier 1991, les commissaires sportifs décident en accord avec les dirigeants de la FIS d'annuler la manche dans son entier en honneur du jeune Autrichien. Le directeur de la Fédération Autrichienne de Ski remet en 1992 un cristal aux gens de Wengen en remerciement pour l’annulation de la course. L'équipe d'Autriche subira une autre perte avec Rudolf Nierlich le 18 mai dans un accident de la route. Elle mettra plusieurs années pour s'en remettre avec l'avènement d'Hermann Maier en 1996.
Une plaque commémorative a été installée sur les lieux de l'accident en 1992 en présence de la famille Reinstadler, d'une délégation de son lieu de domicile et du pasteur de Pitztal.